# Equipe cazaque na Copa Davis
A equipe cazaque na Copa Davis representa o Cazaquistão na Copa Davis, principal competição de tênis masculina por equipes do mundo. É administrada pela Kazakhstan Tennis Federation.